# Georg Theunissen
Georg Theunissen (* 30. April 1951 in Bergisch Gladbach) ist einer der bekanntesten und führenden Heil- oder Sonderpädagogen im deutschsprachigen Raum. Er war Inhaber des Lehrstuhls für Pädagogik bei kognitiver Beeinträchtigung und Pädagogik im Autismus-Spektrum an der Martin-Luther-Universität Halle-Wittenberg.

## Wirken
Georg Theunissen ist Vertreter des Empowerment-Konzepts, das er für die Behindertenarbeit aufbereitet und bekannt gemacht hat.
Als einer der ersten Heilpädagogen im deutschsprachigen Raum hat sich Georg Theunissen seit Ende der 1980er Jahre nicht nur mit der pädagogischen Unterstützung kognitiv beeinträchtigter Menschen im Seniorenalter befasst, sondern sich auf Unterstützungssysteme, Lebenswelten und assistierende Hilfen bei Demenzen spezialisiert. Auf dem Gebiet des Umgangs mit Demenzen bei Menschen mit Lernschwierigkeiten gilt er in der Geistigbehindertenhilfe, Heil- oder Sonderpädagogik als der ausgewiesene Experte.
Ebenso forscht er seit über 35 Jahren auf dem Gebiet der Verhaltensauffälligkeiten bei Menschen mit Lernschwierigkeiten (geistiger Behinderung) und/oder Autismus. In dem Zusammenhang hat die von ihm repräsentierte Positive Verhaltensunterstützung (PVU) einen wichtigen Stellenwert. Die PVU gilt als ein nachweislich wirksames Konzept zum Umgang mit Verhaltensauffälligkeiten, herausfordernden Verhaltensweisen oder Problemverhalten bei kognitiv beeinträchtigten und autistischen Menschen.
Ferner arbeitet Georg Theunissen an einer verstehenden Sicht in Bezug auf Autismus, bei der die funktionale Betrachtung autistischer Merkmale eine prominente Rolle spielt. Hierzu stützt er sich vor allem auf Erlebensweisen, Vorstellungen und Aussagen autistischer Personen. Die Auffassungen von Betroffenen versucht er mit aktuellen, vor allem neurowissenschaftlichen Erkenntnissen, Theorien und Hypothesen über Autismus abzugleichen, um zu einem tragfähigen Verständnis über Autismus zu gelangen. Auf der Grundlage von Forschungsaufenthalten in den USA (Los Angeles) kann Georg Theunissen zugleich Anregungen im Hinblick auf Unterstützungssysteme und Unterstützungsformen geben. Dabei geht es um das Ziel, größtmögliche Lebensqualität durch ein „Leben mit Autismus“ zu erreichen.
Ein besonderes Interesse zeigt Georg Theunissen für die nicht-professionelle Kunst, für die sogenannte Außenseiter-Kunst. Mehrere Schriften befassen sich mit diesem Thema, eine herausragende Bedeutung hat das Buch „Starke Kunst von Autisten und Savants“ (2010), in dem nicht nur Stärken autistischer Persönlichkeiten im bildnerischen Bereich, sondern zugleich auch eine wertschätzende Haltung gegenüber Menschen aus dem Autismus-Spektrum grundgelegt wird.

## Arbeits- und Forschungsschwerpunkte
- Enthospitalisierung und Deinstitutionalisierung
- Erwachsenen- und Altenarbeit (vor allem Umgang mit Demenz bei Menschen mit Lernschwierigkeiten)
- Verhaltensauffälligkeiten bei Lernschwierigkeiten, komplexer oder geistiger Behinderung und Autismus-Spektrum-Störung
- Außenseiter-Kunst, ästhetische Erziehung und pädagogische Kunsttherapie
- Empowerment als Theorie der Heil- und Sonderpädagogik
- Menschen im Autismus-Spektrum: Verstehen – Annehmen – Unterstützen

## Werke (Auswahl)
als Autor
- Kunst und geistige Behinderung. Verlag Klinkhardt, Bad Heilbrunn 2004, ISBN 3-7815-1201-0.
- Altenbildung und Behinderung. Klinkhardt-Verlag, Bad Heilbrunn 2002, ISBN 3-7815-1184-7.
- Mit Günther Opp (Hrsg.): Handbuch Schulische Sonderpädagogik. Verlag Klinkhardt – UTB, Bad Heilbrunn 2004, ISBN 978-3-8252-8426-8.
- Mit M. Schubert: Starke Kunst von Autisten und Savants. Lambertus-Verlag, Freiburg 2010, ISBN 978-3-7841-1985-4.
- Lebensweltbezogene Behindertenarbeit und Sozialraumorientierung. Lambertus-Verlag, Freiburg 2012, ISBN 978-3-7841-2118-5.
- Mit Helmut Schwalb: Unbehindert arbeiten, unbehindert leben. Inklusion von Menschen mit Lernschwierigkeiten im Arbeitsleben. Kohlhammer-Verlag, Stuttgart 2011, ISBN 978-3-17-021809-3.
- Mit Helmut Schwalb: Inklusion, Partizipation und Empowerment in der Behindertenarbeit. Best Practice-Beispiele: Wohnen – Leben – Arbeit – Freizeit. Kohlhammer-Verlag, Stuttgart 2010, ISBN 978-3-17-022530-5.
- Mit Albert Lingg: Psychische Störungen und Geistige Behinderungen. Ein Lehrbuch und Kompendium für die Praxis. Lambertus-Verlag, Freiburg/B. 2013 (6. erw. Aufl.), ISBN 978-3-7841-1857-4.
- (Hrsg.): Kunst als Ressource in der Behindertenarbeit. Lebenshilfe-Verlag, Marburg 2013, ISBN 978-3-88617-320-4.
- Empowerment und Inklusion behinderter Menschen. Lambertus-Verlag, Freiburg 2013, (3. erw. Aufl.) ISBN 978-3-7841-2116-1.
- mit Henriette Paetz: Autismus. Neues Denken – Empowerment – Best Practice. Kohlhammer-Verlag, Stuttgart 2011, ISBN 978-3-17-021482-8.
- Mit W. Kulig, K. Schirbort (Hrsg.): Handlexikon Geistige Behinderung. Kohlhammer-Verlag, Stuttgart 2011 (2. erw. Aufl.) ISBN 978-3-17-022531-2.
- Der Umgang mit Autismus in den USA. Kohlhammer-Verlag, Stuttgart 2014, ISBN 978-3-17-023466-6.
- Menschen im Autismus-Spektrum. Kohlhammer-Verlag, Stuttgart 2014, ISBN 978-3-17-025393-3.
- Mit W. Kulig, V. Leuchte, H. Paetz (Hrsg.): Handlexikon Autismus-Spektrum. Kohlhammer-Verlag, Stuttgart 2011, ISBN 978-3-17-023431-4.
- Geistige Behinderung und Verhaltensauffälligkeiten. UTB/Klinkhardt, Bad Heilbrunn 2016 (6. erw. Aufl.), ISBN 978-3-8252-4557-3.
- Mit W. Kulig (Hrsg.): Inklusives Wohnen. Fraunhofer-Verlag, Stuttgart 2016, ISBN 978-3-8167-9564-3.
- (Hrsg.): Autismus verstehen: Außen- und Innensichten, Kohlhammer-Verlag, Stuttgart 2011, ISBN 978-3-17-030786-5.